# Kamrieng (comuna)
Kamrieng es una comuna (khum) del distrito de Kamrieng, en la provincia de Battambang, Camboya. En marzo de 2008 tenía una población estimada de 6724 habitantes.
Se encuentra ubicada al oeste del país, a poca distancia al este de los montes Cardamomo y la frontera con Tailandia y al oeste del lago Sap (Tonlé Sap).